# Deidesheim
Deidesheim là một thị xã và đô thị thuộc huyện Bad Dürkheim, bang Rheinland-Pfalz, Đức, tọa lạc bên con đường rượu vang Đức về phía đông của ngoại vi rừng Palatinate. Deidesheim là thủ phủ của Verbandsgemeinde ("đô thị tập thể") Deidesheim.
Deidesheim nằm ở huyện Bad Dürkheim, khoảng 8 km về phía bắc của Neustadt an der Weinstraße và 20 km về phía tây nam của Ludwigshafen.